# Dreams SC
Dreams SC (celým názvem: Dreams Sports Club; čínsky znaky tradiční 夢想體育會) je čínský profesionální fotbalový klub, který sídlí ve zvláštní správní oblasti Čínské lidové republiky Hongkongu. Založen byl v roce 2011 pod názvem Hong Kong Sapling FC. Svůj současný název nese od roku 2017. Klubové barvy jsou modrá, černá a bílá. Od sezóny 2016/17 působí v hongkongské nejvyšší fotbalové soutěži.
Své domácí zápasy odehrává na stadionu Tsing Yi Sports Ground s kapacitou 1 500 diváků.

## Historické názvy
- 2011 – Hong Kong Sapling FC (Hong Kong Sapling Football Club)
- 2012 – zánik
- 2016 – obnovena činnost pod názvem Biu Chun Glory Sky FC (Biu Chun Glory Sky Football Club)
- 2017 – Dreams SC (Dreams Sports Club)

## Umístění v jednotlivých sezonách
Stručný přehled
Zdroj: 
- 2011–2012: Hong Kong First Division League
- 2016– : Hong Kong Premier League

Jednotlivé ročníky
Zdroj: 
Legenda: Z – zápasy, V – výhry, R – remízy, P – porážky, VG – vstřelené góly, OG – obdržené góly, +/- – rozdíl skóre, B – body, červené podbarvení – sestup, zelené podbarvení – postup, fialové podbarvení – reorganizace, změna skupiny či soutěže
| Hongkong (2011 – )                     |                                 |        |    |   |   |    |    |    |     |    |        |
| Sezóny                                 | Liga                            | Úroveň | Z  | V | R | P  | VG | OG | +/- | B  | Pozice |
| 2011/12                                | Hong Kong First Division League | 1      | 18 | 2 | 4 | 12 | 17 | 53 | -36 | 10 | 9.     |
| Klub byl v letech 2012–2016 neaktivní. |                                 |        |    |   |   |    |    |    |     |    |        |
| 2016/17                                | Hong Kong Premier League        | 1      | 20 | 2 | 4 | 14 | 24 | 55 | -31 | 10 | 9.     |
| 2017/18                                | Hong Kong Premier League        | 1      | 20 |   |   |    |    |    |     |    |        |